# Mika Alatalo
Mika Antero Alatalo (* 11. Juni 1971 in Oulu) ist ein ehemaliger finnischer Eishockeyspieler und jetziger -trainer.

## Karriere
Mika Alatalo begann seine Karriere als Eishockeyspieler bei KooKoo Kouvola, für die er von 1988 bis 1990 in der SM-liiga aktiv war. Anschließend wurde er im NHL Entry Draft 1990 in der zehnten Runde als insgesamt 203. Spieler von den Winnipeg Jets ausgewählt, für die er allerdings nie spielte. Stattdessen lief der Angreifer weitere vier Jahre in seiner finnischen Heimat für Lukko Rauma auf und wurde in der Saison 1993/94 in das All-Star-Team der SM-liiga gewählt. Es folgten zwei Jahre bei deren Ligarivalen TPS Turku, mit dem Alatalo 1995 Meister und 1996 Vizemeister wurde. Daraufhin wechselte der Linksschütze zum aktuellen schwedischen Meister Luleå HF in die Elitserien. Mit seiner neuen Mannschaft erreichte er in der Saison 1996/97 erneut das Finale, welches man jedoch verlor.
Nachdem Alatalo in der Saison 1998/99 erneut mit Turku Meister geworden war, spielte er zwei Jahre lang in der National Hockey League für die Phoenix Coyotes, das Nachfolgefranchise der Winnipeg Jets, die seit dem 1. Juli 1996 die Rechte am Finnen besaßen. Im Sommer 2001 erhielt er zum dritten Mal in seiner Laufbahn einen Vertrag bei TPS Turku, mit dem er 2004 noch einmal Vizemeister wurde. Für die Saison 2007/08 ging der Olympiateilnehmer von 1994 zum zweiten Mal ins europäische Ausland, wo er für den HC Thurgau in der Schweizer Nationalliga B auflief. In der Saison 2008/09 stand Alatalo für den Herlev IC in der dänischen AL-Bank Ligaen auf dem Eis. Nach finanziellen Schwierigkeiten beim Herlev IC wechselte er zum HC Pustertal nach Italien, wo er am Saisonende seine aktive Karriere beendete.
In der Saison 2010/11 war Alatalo als Assistenztrainer bei seinem Ex-Verein TPS Turku in der SM-liiga tätig.

### International
Für Finnland nahm Alatalo an den U20-Junioren-Weltmeisterschaften 1989, 1990 und 1991 teil. Des Weiteren stand er im Aufgebot Finnlands bei den Weltmeisterschaften 1993, 1994 und 1998, sowie bei den Olympischen Winterspielen 1994 in Lillehammer.

## Erfolge und Auszeichnungen
| - 1994 SM-liiga All-Star-Team - 1995 Finnischer Meister mit TPS Turku - 1996 Finnischer Vizemeister mit TPS Turku | - 1997 Schwedischer Vizemeister mit Luleå HF - 1999 Finnischer Meister mit TPS Turku - 2004 Finnischer Vizemeister mit TPS Turku |

### International
- 1989 Bronzemedaille bei der U18-Junioren-Europameisterschaft
- 1994 Bronzemedaille bei den Olympischen Winterspielen
- 1994 Silbermedaille bei der Weltmeisterschaft
- 1998 Silbermedaille bei der Weltmeisterschaft